# Vertrauen gegen Vertrauen
Vertrauen gegen Vertrauen ist eine 1986 vom ZDF ausgestrahlte Kriminalkomödie mit Inge Meysel in einer Doppelrolle.

## Inhalt
Susanne Thiemann, Inhaberin der Hamburger Thiemann AG, erhält seit einiger Zeit Drohbriefe, in denen sie aufgefordert wird, zwei Millionen D-Mark zu zahlen. Da sie sich beharrlich weigert, befürchtet ihr Justitiar Dr. Rabenhorst, die Gangster könnten alternativ vorhaben, die alte Dame zu entführen, um so ihrer Forderung Nachdruck zu verleihen. Tatsächlich verfolgen Bodo Lück und Harry Glieneke genau diesen Plan. Susanne setzt sich daraufhin mit ihrer Zwillingsschwester Lotte Bauernfeld in Verbindung, die in Husum ein Blumengeschäft führt, gibt vor, nach London reisen zu müssen, weshalb Lotte für einige Tage aus geschäftlichen Gründen ihre Stelle einnehmen müsse. Die versprochenen 100.000 D-Mark sind für Lotte, die im Gegensatz zu ihrer Schwester in einfachen Verhältnissen lebt, ausschlaggebend, dieses Spiel mitzumachen.
Kaum ist Susanne abgereist, wird Lotte, die für ihre Schwester gehalten wird, Opfer einer Entführung und in das Haus von Max Knauerhase, einem Kumpel Harrys, verschleppt. Nachdem sie zunächst wahrheitsgemäß darauf beharrt, nicht Susanne Thiemann zu sein, resigniert sie schließlich unter dem Einfluss des gewaltbereiten Harry und gibt sich als ihre Schwester aus. Inzwischen hat Bodo jedoch herausgefunden, dass das Trio wirklich die Falsche erwischt hat. In einem längeren Gespräch offenbart er Lotte seine Identität und vertraut sich ihr an. Er war acht Jahre lang Buchhalter bei der Thiemann AG, wurde das Bauernopfer von Susannes und Dr. Rabenhorsts Steuermanipulationen und saß dafür mehrere Jahre im Gefängnis. Mit der Entführung wollte er sich an Susanne rächen. Außerdem erfährt Lotte von Bodo, dass ihre Schwester mit den angeblich sinnlosen Erfindungen des gemeinsamen Vaters ein Vermögen verdient hat. Da Susanne sich weiterhin beharrlich weigert, das geforderte Lösegeld zu zahlen, macht Lotte mit ihren Entführern gemeinsame Sache. Das Quartett dreht ein Video, auf dem eine angsterfüllte und von Schusswaffen bedrohte Lotte ihre Schwester anfleht, das Lösegeld zu zahlen und lassen es der Presse zukommen. Nun sieht Susanne sich genötigt, zu handeln und geht auf die Forderungen ein. In einem munteren Katz-und-Maus-Spiel schicken die Gangster Susanne, die das Geld alleine übergeben soll, und die sie begleitende Polizei quer durch Schleswig-Holstein und das nördliche Niedersachsen. 
Mittlerweile haben Bodo und Lotte einen Plan gefasst, wie sie Harry und Max ausbooten können. Am vorgesehenen Übergabeort kann Harry von der Polizei verhaftet werden, und Max gerät kurze Zeit später in eine Fahrzeugkontrolle der Polizei. Lotte hat inzwischen das Geld an sich genommen und kann es als scheinbar harmlose Pilzsammlerin verkleidet in eine einsame Waldhütte bringen, wo Bodo bereits auf sie wartet. Dieser fesselt sie zum Schein und begibt sich über Amsterdam nach Zürich, wo er das Geld in zwei Schließfächern deponiert. Das Codewort für das erste Schließfach lautet "Vertrauen", das für das zweite "gegen Vertrauen". Anschließend fliegt er nach Argentinien, wo er sich, ausgestattet mit einem falschen Pass, eine neue Existenz aufbauen will.
Lotte identifiziert Max und Harry anhand deren Stimmen als Entführer. Zur Identifizierung des dritten Mannes kann sie nichts beitragen, da die Entführer nach ihrer Aussage die ganze Zeit Gesichtsmasken trugen. Als sie zu Susanne zurückkehrt, hegt diese den Verdacht, dass ihre Schwester mit den Gangstern unter einer Decke gesteckt hat, belässt es aber bei Andeutungen, ebenso wie Lotte, die nun über die Steuerhinterziehung Susannes im Bilde ist. Schließlich übergibt Susanne ihrer Schwester die 100.000 D-Mark in Form eines Schecks.

## Kritik
Die Fernsehzeitschrift Hörzu urteilte in Heft 44/1986 unter anderem:

„Die Doppelrolle bot Inge Meysel Gelegenheit, ihr Können an verschiedenen Charakteren zu demonstrieren. Schade nur, daß unnötige Brutalität den Spaß an der gewitzten Gaunerkomödie versauerte.“

Die Krimihomepage meint:

„Ganz auf Inge Meysel zugeschnittene Kriminalkomödie, etwas lang. Pinkas Braun ist wunderbar, die Geschichte an und für sich durchschnittlich. Man muss die Meysel schon mögen, um die 100 Minuten durchzuhalten.“

## Sonstiges
Drehorte des Films waren unter anderem Hamburg und Lüneburg. Ben Becker war als uniformierter Polizist in einer seiner ersten Rollen vor der Kamera zu sehen.
Der Film ist in voller Länge auf YouTube zu sehen.